# 대은변안렬묘역
대은변안렬묘역(大隱邊安烈墓域)은 대한민국 경기도 남양주시 진건읍 용정리에 있는, 고려 말의 무신 변안렬(邊安烈: 1334∼1390) 묘역의 묘와 묘표이다. 2002년 9월 16일 경기도의 문화재자료 제116호로 지정되었다.

## 개요
고려 말의 무신 변안렬(邊安烈: 1334∼1390) 묘역의 묘와 묘표이다.

## 같이 보기
- 변안렬

## 참고 문헌
- 대은변안렬묘역 - 국가유산청 국가유산포털